# Oli de pi
L'oli de pi és un producte residual de la fabricació del paper. S'obté del tractament de la cel·lulosa i es caracteritza per ser viscós i de color groc ennegrit.
Es tracta d'un oli que s'asseca parcialment al contacte amb l'aire, els àcids grassos s'empren en la fabricació de pintures alquidálicas i en la preparació d'èsters epòxids.